# FK Sloga 1934 Vinica
FK Sloga 1934 (makedonski: ФК Слога 1934), poznatiji kao FK Sloga Vinica, nogometni je klub iz Vinice, Sjeverna Makedonija.

U sezoni 2024./25. natječe se u istočnoj skupini makedonskog trećeg ranga.

## Povijest
Klub je osnovan 1934. godine kao FK Makedonija Vinica. Godine 1939. mijenja se naziv u FK Pakos Vinica, a 1941. godine u FK Plačkovica Vinica. Od 1950. godine klub se zvao FK Sloga Vinica do raspada 2009. godine. Godine 2012. klub je ponovno osnovan pod sadašnjim imenom FK Sloga 1934 Vinica.
Godine 2001. klub je igrao u Drugoj ligi Makedonije, gdje je zauzeo četvrto mjesto. Međutim, sljedeće sezone (2001./02.) klub je zauzeo 16. mjesto, čime je ispao u makedonsku Treću ligu − Istok.

## Vanjske poveznice
- Stranica kluba na macedonianfootball.com